# تست چابک
هدف تست چابک ارائه ارزش‌های مورد نیاز تجارت، کسب و کار مشتری طی یک محصول نرم‌افزاری می‌باشد. این ارزش‌ها عبارت اند از تست با کمترین هزینه و کیفیت مناسب.

## اصول کلی تست چابک
1. تست کردن یک فاز نیست: تنها راه اطمینان از پیشرفت کار تست مداوم است.
2. تست پروژه را رو به جلو پیش می‌برد: تست چابک به‌طور مداوم به ارائه بازخورد مطابق با نیاز کسب و کار می‌پردازد.
3. هرکسی تست را انجام می‌دهد: در شیوه سنتی تنها تیم تست موظف به انجام تست هستند در حالیکه در تست چابک توسعه دهنده نیز تست را انجام می‌دهد.
4. زمان کوتاه دریافت بازخورد: در زمان تولید محصول تنها تیم توسعه درگیر تولید محصول هستند و کاربر تا زمان تست پذیرش در تولید محصول نقشی ندارد در حالیکه در تست چابک و در هر تکرار کاربر به منظور دریافت بازخورد سریع نیز درگیر می‌باشد.

## مزایای تست چابک
1. زمان و هزینه را ذخیره می‌کند.
2. نیاز به مستندسازی کمی دارد.
3. امکان دریافت فیدبک منظم از کاربر نهایی وجود دارد.
4. جلسات روزانه به تشخیص مسائل در پیشرفت کار کمک می‌کند.
5. افزایش درآمد و سهم بازار
6. بهبود کیفیت
7. کاهش ریسک پروژه

## چالش‌ها و راه حل‌های تست چابک
- چالش۱ :پوشش ناکافی تست

راه حل‌ها:
لینک کردن تست‌ها به شرح کاربران (قابلیت ردیابی) برای اینکه کاربر نسبت به پوشش تست‌ها آگاهی داشته باشد.
ادغام با منابعی که در حال بررسی است به منظور یافتن تغییرات کد که ممکن است پیش‌بینی نشده باشد یا برای آن برنامه‌ریزی نشده باشد.
تحلیل و آنالیز معیارهای خاص به منظور شناسایی قابلیت ردیابی و پوشش تست‌های از دست رفته
- چالش ۲: تولید کد معیوب در نتیجه ساخت‌های مکرر

راه حل‌ها:
اجرای خودکار تست‌های دوره‌ای بر روی هر ساخت به منظور کشف کد معیوب
تحلیل و آنالیز معیارهای خاص به منظور شناسایی کدهای معیوب
- چالش ۳: یافتن سریع معایب و خطاها در زمانی که ساده‌تر و آسان تر قابل رفع هستند.

راه حل‌ها:
بررسی دقیق کد منبع و تست محصول به منظور یافتن نقص در مراحل اولیه
استفاده از ابزارهای تحلیل ایستا به منظور شناسایی معایب در مراحل اولیه
تحلیل دقیق بررسی‌های آماری به منظور یافتن نقص در همان ابتدا زمانی که کمترین هزینه را برای رفع دارد.
- چالش ۴: تست ناکافی رابط برنامه کاربردی (API)منتشر شده

راه حل‌ها:
اجرای تست‌های خودکار (API) بر روی هر ساخت به منظور اطمینان از اینکه API شما در حال کار کردن مطابق با طراحی شما می‌باشد.
اجرای تست بار بر روی API برنامه به منظور اطمینان از اینکه API پاسخگو است.
تحلیل معیارهای خاص به منظور شناسایی پوشش تست API و پاسخگویی آن
- چالش ۵: اطمینان از اینکه انتشار جدید گلوگاه اجرایی ایجاد نمی‌کند.

راه حل‌ها:
اجرای تست بار بر روی API و برنامه به منظور اطمینان از اینکه عملکرد تحت تأثیر انتشار جدید قرار نگرفته‌است.
نظارت بر محصول در حال پیاده‌سازی به منظور شناسایی نحوه کارکرد برنامه (محصول) در حال تولید
نظارت بر معیارهای خاص به منظور شناسایی گلوگاه‌ها در عملکرد برنامه / API